# Eumecacris reducta
Eumecacris reducta är en insektsart som beskrevs av Marius Descamps 1984. Eumecacris reducta ingår i släktet Eumecacris och familjen gräshoppor. Inga underarter finns listade i Catalogue of Life.